# 帕克施泰滕
帕克施泰滕是德国巴伐利亚州的一个市镇。总面积19.51平方公里，总人口3051人，其中男性1503人，女性1548人（2011年12月31日），人口密度156人/平方公里。